# Лубіна (округ Нове Место-над-Вагом)
Лубіна (словац. Lubina) — село, громада округу Нове Место-над-Вагом, Тренчинський край. Кадастрова площа громади — 29.43 км². Протікає річка Камечниця.
Населення 1455 осіб (станом на 31 грудня 2020 року).

## Історія
Лубіна згадується 1392 року.

## Населення
| Рік:            | 1994. | 2004.   | 2014.   | 2024.   |
| --------------- | ----- | ------- | ------- | ------- |
| Кількість осіб: | 1561  | 1465    | 1385    | 1505    |
| Різниця:        |       | -6,14 % | -5,46 % | +8,66 % |

| Рік:            | 2023. | 2024.   |
| --------------- | ----- | ------- |
| Кількість осіб: | 1478  | 1505    |
| Різниця:        |       | +1,82 % |